# Estoloides spinipennis
Estoloides spinipennis là một loài bọ cánh cứng trong họ Cerambycidae.